# Диз'юнктивна нормальна форма
Диз'юнкти́вна норма́льна фо́рма (ДНФ) в булевій логіці — нормальна форма в якій булева формула має вид диз'юнкції декількох кон'юнктів (де кон'юнктами називаються кон'юнкції декількох пропозиційних символів або їх заперечень).

## Приклади
Наступні формули записані в ДНФ:
{\displaystyle A\lor B}
{\displaystyle A\!}
{\displaystyle (A\land B)\lor \neg A}
{\displaystyle (A\land B\land \neg C)\lor (\neg D\land E\land F)\lor (C\land D)\lor B}
Наступні формули не є в ДНФ:
{\displaystyle \neg (B\land C)}
{\displaystyle A\lor (B\land (C\lor D))}
Проте ці формули еквівалентні наступним формулам записаним у диз'юнктивній нормальній формі:
{\displaystyle \neg B\lor \neg C}
{\displaystyle A\lor (B\land C)\lor (B\land D).}

## Приведення булевої формули до ДНФ
Довільна булева формула може бути приведена до ДНФ за допомогою наступного алгоритму:
Крок 1 : Усі логічні зв'язки виразити через кон'юнкцію, диз'юнкцію і заперечення.
Крок 2 : Скасувати всі подвійні заперечення і використати, де можливо, закони де Моргана. Тобто замінити:
{\displaystyle \lnot \lnot A} на {\displaystyle A\;}
{\displaystyle \lnot (A\land B)} на {\displaystyle (\lnot A\lor \lnot B)}
{\displaystyle \lnot (A\lor B)} на {\displaystyle (\lnot A\land \lnot B)}
Крок 3 : Використати де можливо дистрибутивність кон'юнкції, тобто замінити:
{\displaystyle (A\land (B\lor C))} {\displaystyle ((B\lor C)\land A)} на {\displaystyle ((A\land B)\lor (A\land C))}
Втім, при цьому розмір булевої формули може зрости експоненціально. Так, наприклад,  щоб записати наступну формулу буде потрібно 2n кон'юнктів:
{\displaystyle (X_{1}\lor Y_{1})\land (X_{2}\lor Y_{2})\land \dots \land (X_{n}\lor Y_{n})}
КНФ цієї формули має вигляд:
{\displaystyle (X_{1}\vee \cdots \vee X_{n-1}\vee X_{n})\wedge (X_{1}\land \cdots \land X_{n-1}\land Y_{n})\lor \cdots \lor (Y_{1}\land \cdots \land Y_{n-1}\land Y_{n}).}

## Формальна граматика, що описує ДНФ
Наступна формальна граматика описує всі формули, приведені до ДНФ:
<ДНФ> → <кон'юнкт>
<ДНФ> → <ДНФ> ∨ <кон'юнкт>
<кон'юнкт> → <літерал>
<кон'юнкт> → (<кон'юнкт> ∧ <літерал>)
<літерал> → <терм>
<літерал> → ¬<терм>
де <терм> позначає довільну булеву змінну.